# CinemaNow
CinemaNow era un proveedor internacional de contenido over-the-top (OTT) vídeos bajo demanda y streaming disponibles a espectadores en los Estados Unidos, Canadá y el Reino Unido.  La compañía fue fundada en 1999 y tenía sede en Los Ángeles, California. CinemaNow Cambió de manos varias veces a lo largo de los años y finalmente cerró el 1 de agosto de 2017.

## Historia
CinemaNow fue fundada en 1999 cuando una de las primeras plataformas de streaming. La compañía fue respaldada por EchoStar, Cisco Systems, Index Holdings, Menlo Ventures, Lionsgate, y Microsoft.
En noviembre de 2008, Sonic Solutions adquirió CinemaNow.  En enero de 2009, Sonic y Blockbuster Inc anunciaron una alianza estratégica para proporcionar la entrega de contenido digital bajo la marca Blockbuster, esencialmente fusionando los escaparates digitales de CinemaNow y su antiguo competidor.
En 2010, Sonic Solutions y Best Buy anunciaron una alianza estratégica resultando en que Best Buy adquiriera la marca CinemaNow. Sonic Solutions cambió el nombre de la tecnología de películas CinemaNow a RoxioNow, que se convirtió en un negocio de tiendas de películas. Sonic Solutions fue adquirida por Rovi Corporation por $775 millones de dólares en diciembre de 2010 y continuó operando el negocio de tiendas de películas, el cual fue renombrado Rovi Entertainment Store.
En julio de 2013, Rovi anunció que Rovi Entertainment Store había sido adquirida por Reliance Majestic Holdings LLC, una compañía de medios de comunicación nueva respaldada por Proveho Capital, una  firma de cpital privado con sede en Austin, Texas.  En julio de 2014, Best Buy vendió el negocio de CinemaNow a la firma de capital privado Regent Equity Partners.
La compañía cambió de manos otra vez en enero de 2016, cuándo Regent Equity Partners vendió CinemaNow a la empresa británica FilmOn. En agosto de 2017 surgieron informes de que el sitio se había vuelto inaccesible, y luego se confirmó que CinemaNow había sido eliminado de la lista de proveedores UltraViolet.

## Productos y servicios
La plataforma CinemaNow estaba disponible en la web, en dispositivos móviles con Android y iOS, en las consolas PlayStation y Xbox, y en dispositivos CE que incluyen LG, Panasonic, Samsung, y Toshiba. Los vídeos de CinemaNow están disponibles para venta electrónica a través de Download To Own, en la ventana de lanzamiento de vídeos domésticos, grabación de DVD, así como para verlos por tiempo limitado en la ventana de pago por visión. En 2016, la empresa tenía 55,000 películas y episodios de televisión en su biblioteca.